# القورة (ذي السفال)

تعديل مصدري - تعديل

القورة محلة تابعة لقرية الحوري، التابعة لعزلة وادي ضباء بمديرية ذي السفال إحدى مديريات محافظة إب في الجمهورية اليمنية، بلغ تعداد سكانها 130 حسب تعداد اليمن لعام 2004.